# New Berlin (Nova York)
New Berlin és una població dels Estats Units a l'estat de Nova York. Segons el cens del 2000 tenia 1.129 habitants.

## Demografia
Segons el cens del 2000, New Berlin tenia 1.129 habitants, 425 habitatges, i 266 famílies. La densitat de població era de 403,6 habitants/km².
Dels 425 habitatges en un 28,9% hi vivien nens de menys de 18 anys, en un 49,4% hi vivien parelles casades, en un 10,4% dones solteres, i en un 37,4% no eren unitats familiars. En el 32,9% dels habitatges hi vivien persones soles el 20,7% de les quals corresponia a persones de 65 anys o més que vivien soles. El nombre mitjà de persones vivint en cada habitatge era de 2,45 i el nombre mitjà de persones que vivien en cada família era de 2,98.
Per edats la població es repartia de la següent manera: un 24,1% tenia menys de 18 anys, un 4,9% entre 18 i 24, un 24,3% entre 25 i 44, un 23,6% de 45 a 60 i un 23,1% 65 anys o més.
L'edat mediana era de 42 anys. Per cada 100 dones de 18 o més anys hi havia 76,7 homes.
La renda mediana per habitatge era de 27.885 $ i la renda mediana per família de 36.786 $. Els homes tenien una renda mediana de 26.750 $ mentre que les dones 21.000 $. La renda per capita de la població era de 15.344 $. Entorn del 10,1% de les famílies i el 18,5% de la població estaven per davall del llindar de pobresa.